# أتينيو دي مدريد
الأتينيو دي مدريد هو مؤسسة ثقافية خاصة تقع في مدريد، عاصمة إسبانيا، وقد تأسست عام 1835 باسم "الأتينيو العلمي والأدبي".
مرّ عبر الأتينيو ستة رؤساء للحكومة، وكثير من الحائزين على جائزة نوبل من إسبانيا، والعديد من السياسيين من الجمهورية الثانية، وعدد من أعضاء أجيال أدبية مهمة مثل جيل 98، وجيل 14، وجيل 27.
من بين رؤساء الأتينيو يمكن ذكر: لورِانو فيغيرولا، سيغيسمندو موريت، غوميرسيندو دي أزكاراتي، أنطونيو ألكالا غاليانو، رامون ماريا ديل فالي-إنكلان، أنطونيو كانوفاس ديل كاستيو، ميغيل دي أونامونو، فرناندو دي لوس ريوس، جريجوريو مارانيون، ومانويل أزانيا.
كانت أول امرأة تُقبل كعضوة في المؤسسة هي إميليا باردو بازان في 9 فبراير 1905 برقم العضوية 7,925.
تعود أصول الأتينيو إلى زمن المستنيرين والليبراليين في بداية القرن التاسع عشر. بعد الغزو النابليوني وتنازل خوسيه الأول بونابرت عن العرش، تولت اللجنة العليا المركزية وكتابات قادس تنظيم البلاد، حيث أصدروا أول دستور ليبرالي إسباني.
عودة فرناندو السابع أدت إلى عودة الحكم المطلق وطرد الوطنيين القادسيين من إسبانيا. لجأت الطبقة المثقفة إلى فرنسا وإنجلترا، حيث كانت تُضطهد داخل البلاد. في عام 1820، مع عودة المنفيين خلال الحكومة الليبرالية، نشأت مبادرات عديدة من بينها تأسيس الأتينيو الإسباني بقيادة خوان مانويل دي لوس ريوس. في عام 1823، مع عودة فرناندو السابع مرة أخرى إلى الحكم المطلق (الملك الخائن أو الملك المنتظر)، توقفت هذه المؤسسة مؤقتًا واضطرت إلى نقل مقرها إلى لندن.
مع وفاة الملك فرناندو السابع ودعم الليبراليين لقضية إيزابيل الثانية في مواجهة المدعي على العرش دون كارلوس، استعاد المجتمع جوًا من التسامح خلال فترة وصاية ماريا كريستينا.
في عام 1835، غيّر الأتينيو الإسباني القديم، الذي رَعَته الجمعية الاقتصادية لمادريد، اسمه ليصبح "الأتينيو العلمي والأدبي". وكان من مؤسسيه كل من سالوستيانو أولوثاغا، دوق ريفاس، أنطونيو ألكالا جاليانو، ميسونيرو رومانس، فرانسيسكو لوبيز أولافارييتا، فرانسيسكو فابرا، وخوان مانويل دي لوس ريوس.
تأسست المؤسسة وأُنشئت بأربعة أقسام رئيسية هي: العلوم الأخلاقية والسياسية، والعلوم الطبيعية، والعلوم الرياضية والفيزيائية، والأدب والفنون الجميلة. وكانت تعطي الأولوية للعلوم التطبيقية، بينما كانت الموسيقى مهملة ولم تُدرّس في كراسيها.
في 31 ديسمبر من عام 1860، تغيّر اسم المؤسسة ليصبح "الأتينيو العلمي والأدبي والفني".
وبحسب النظام الداخلي لعام 1876، قلّص عدد الأقسام إلى ثلاثة فقط، وهي: العلوم الأخلاقية والسياسية، والعلوم الطبيعية والفيزيائية والرياضية، والأدب والفنون الجميلة.
وأخيرًا، مع افتتاح المبنى الجديد في يناير 1884، تم تقسيم قسم الأدب والفنون الجميلة إلى أقسام فرعية، حيث أُضيف قسم خاص بالموسيقى ضمن هذا القسم.
في ذلك الحين، غادر الأتينيو مبناه القديم الكائن في شارع مونتيرا، وافتتح برئاسة كانوفاس ديل كاستيلو مقرًا جديدًا في شارع برادو رقم 21.
كان الحفل الرسمي مدعومًا بحضور الملك ألفونسو الثاني عشر كعضو في الجمعية العلمية والأدبية. وتقدم لنا مجلة "كونتمبورانية" شهادة مفصلة عن هذا الحدث:
"كان افتتاح الأتينيو مناسبة عظيمة ذات طابع رسمي مهيب. حضر صاحب الجلالة الملك والملكة، وصاحبتا السمو الأميري الدانيتا يولاليا والدانيتا باز وزوجها الموقر، ليزيدوا الحفل بهاءً وجلالة، فكان الحدث من أكثر اللحظات تألقًا في تاريخ تلك الجمعية. حضر مجلس الوزراء بالكامل، وأبرز المسؤولين الرسميين، والهيئات الاستشارية العليا، والمحاكم العليا، والأكاديميات ومراكز التعليم، وممثلو السياسة، والنبلاء، والبنك، بالإضافة إلى أجمل السيدات، وكل ما يميز مدريد من شخصيات بارزة ومهمة، وجميعهم اجتمعوا في المقر الجديد في شارع برادو، الذي امتلأ تمامًا منذ ساعات المساء الأولى. ألقى السيد كانوفاس خطاب افتتاح الكراسي في هذا العام الدراسي، وكان خطابًا فخمًا، عميقًا وملهمًا، حافلًا بجمال التعبير والأفكار الجديدة والأحكام البديهية. يا لها من حظ عظيم يمتلكه ذلك العبقري النابغ! كل ما ينبع من فكره المميز يفرض نفسه دائمًا وسط إعجاب وتصفيق الأصدقاء والخصوم على حد سواء، الذين يعترفون جميعًا، بحيادية العدالة، بمعرفة الحكيم، والأديب، والفيلسوف، والخطيب، والسياسي المتمكن."
وفي خطابه الافتتاحي، يذكر كانوفاس الروح التي يجب أن تتحلى بها المؤسسة، مستندًا إلى كلمات دوق ريفاس في خطابه عام 1835:
«إحدى الجمعيات الحرة للمواطنين، التي وُلدت تلقائيًا في ظل الحرية، والتي لا تحركها سوى رغباتها الطيبة، ولا تحفزها سوى ثقافتها الذاتية، تجتمع لنشر النور مجانًا (...). هل يمكن أن نضيف شيئًا أساسيًا إلى هذه الكلمات الواضحة؟ بالتأكيد لا. كل ما عليّ قوله مرة أخرى هو أن مؤسستنا ليست مجرد مكان للترفيه أو التسلية، رغم أنها كذلك أيضًا، بل هي مكان ذو معنى رفيع وروح اجتماعية؛ إنها عمل تقدمي وحضاري، ومع تأسيس هذا الكرسي الكبير يبدو أنها ستصبح أكثر إنتاجية وفائدة، وأكثر استحقاقًا للدعم والتحفيز الذي وجدناه بحمد الله من جهات كثيرة».
اعتبارًا من عام 1884 بدأت السهرات والمحاضرات الموسيقية تكتسب أهمية كبيرة داخل المؤسسة، حيث كان يحضرها الأعضاء بالإضافة إلى عدد كبير من النساء. وفي هذا السياق، يجب تسليط الضوء على جهود غييرمو مورفي، كونت مورفي، سكرتير ألفونسو الثاني عشر، الملحن والراعي الكبير للفنون، الذي قام بعمل مكثف كرئيس لقسم الفنون الجميلة في الأتينيو في مدريد من عام 1886 حتى 1895، حيث ألقى العديد من المحاضرات ونظم سهرات موسيقية.
من أبرز ما قدمه كان خطابه الافتتاحي في 23 ديسمبر 1886 بعنوان «الفن الإسباني بشكل عام، وخصوصًا فنوننا الفاخرة»، حيث تناول مستقبل الفن والصناعة في إسبانيا الحديثة، مع التركيز على العناصر الأصيلة التي يجب البناء عليها لإعادة إحياء الفن الوطني.
كما شارك في القسم شخصيات بارزة أخرى مثل إميليو أرييتا، جابرييل رودريغيز، غييرمو مورفي، فيليبي بيدرِل، مينينديز بيلايو، نارثيسو سينتيناش، بيدرو فونتانيلا وإميليو سيرانو.
ساهم في نجاح السهرات الموسيقية عدد من الفنانين الإسبان مثل إيزاك ألبنيز، بابلو كاسالس، فرنانديز أربوس، توماس بريتون، إميليو سيرانو ونابليون فيرغر؛ بالإضافة إلى نساء بارزات مثل ماريا لويسا غيرا، ماريا لويسا شيفالييه، إيزابيل إتشيفاريا دي أغيري، وماتيلدي تورغروسا.
وأخيرًا، شارك في هذه السهرات شخصيات عالمية مشهورة مثل الموسيقيين دالبير وفِرانسيس بلانتيه.
خلال عقد 1890، وتحت إدارة كانوفاس ديل كاستيو، استمرّت الجهود لتحديث الأتينيو من خلال تحسينات واضحة مثل تركيب الإنارة الكهربائية، زيادة عدد المحاضرات، ارتفاع عدد الأعضاء، وتعيين أول امرأة، أليخاندريانا جيسلر دي لاكروا، المعروفة باسم أنسيلما، كعضوة شرفية.
كان للكيان مجلة ناطقة باسمه تُدعى «الأتينيو: مجلة علمية وأدبية وفنية». صدرت هذه المجلة نصف شهرية وبعدد صفحات واسع (أكثر من 600 صفحة)، وقد تأسست تحت رئاسة كريستينو مارتوس، وكان هدفها تغطية الحركة الفكرية في إسبانيا وخارجها. خلال فترة حياتها القصيرة من 15 ديسمبر 1885 حتى 25 نوفمبر 1889، نُشرت 12 عددًا منها. وكان في اللجنة الاستشارية للتحرير شخصيات بارزة مثل كريستينو مارتوس (رئيسًا)، كونت مورفي (مدير قسم الفنون الجميلة)، أليخاندرو بيدال (مدير قسم العلوم الأخلاقية والسياسية)، ماركيز دي هويوس (مدير قسم العلوم التاريخية)، خوان فاليرا (مدير قسم الأدب)، وفرنانديز فيلافيردي (مدير قسم العلوم الدقيقة والطبيعية والفيزيائية).
كانت أول امرأة برزت في الأثينيو في مدريد هي روساريو دي أكوينيا، التي شغلت كرسي الأثينيو في أبريل من عام 1884 خلال أمسية شعرية ألقَت فيها بعضًا من أعمالها الخاصة.
في 9 فبراير 1905، تم قبول امرأة كعضوة رسمياً للمرة الأولى، وكانت إميليا باردو بازان، حاملة الرقم 7,925.
قالت صحيفة لا إبوكا في 15 فبراير 1905: «الذكاء لا جنس له، وذكاء السيدة باردو بازان من نوعية تلك التي لا تكرم فقط المؤسسة التي فتحت لها أبوابها، بل تكرم الوطن بأكمله، الذي ينظر إليها كواحدة من أبرز أبنائه».
وبعدها، تقدمت نساء بارزات وزميلات لباردو بازان بطلب الانضمام، من بينهن بلانكا دي لوس ريوس وكارمن دي بورغوس، اللتان تم قبولهما في 10 مارس من نفس العام، بالإضافة إلى غلوريا لاغونا.
علّقت ديكتاتورية بريمو دي ريفيرا (1923-1930) أنشطة الأتينيو. خلال الحرب الأهلية الإسبانية، بقي الأتينيو مفتوحًا، وكان الحفاظ على سلامة منشآته، وخاصة مكتبته، أمرًا حيويًا، وذلك بفضل جهود برناردو ج. دي كاندامو، العضو الوحيد في مجلس الإدارة الجمهوري الذي بقي في مدريد أثناء الصراع المسلح.
مع ذلك، حدّت ديكتاتورية فرانكو من نشاط الأتينيو. في فترة ما بعد الحرب مباشرة، انخفض عدد الأنشطة ذات الطابع الفني، وتحول الأتينيو إلى مركز لنشر أيديولوجية نظام فرانكو، بهدف إبراز القيم المحافظة والكاثوليكية للنظام مقابل طابعه العسكري. في البداية، تم تغيير اسم المؤسسة، حتى أنه بعد الحرب العالمية الثانية، تولى وزير التعليم الوطني، خوسيه إيبانيز مارتين، السيطرة على الأتينيو، وعين بدرو روكامورا مديرًا له.
في هذا السياق، ألقى الفيلسوف خوسيه أورتيغا إي غاسيت مؤتمرًا شكّل عودته إلى المشهد العام في إسبانيا.
في عقد الستينيات، ومع خوسيه ماريا دي كوسيو على رأس الأتينيو، بدأت الأنشطة السياسية تدريجيًا بالتراجع لصالح المزيد من الفعاليات الفنية والثقافية. 
الحاضر
أتاح العودة إلى الديمقراطية استمرار الأتينيو كونه مركزًا هامًا ومرجعيًا ثقافيًا.
في ليلة السادس من ديسمبر عام 1835، جرت الافتتاحية الرسمية للأتينيو في منزل أبيرانتيز القديم، الكائن في شارع برادو رقم 28، عند زاوية شارع سان أغوستين، وكان ذلك المنزل يضم حينها مطبعة توماس جوردان المعروفة، الذي استجاب لطلب من ميسونيرو رومانس، عضو اللجنة المنظمة، وسمح باستخدام «الصالة المستطيلة الرائعة في ذلك المنزل، وبعض الغرف المجاورة، لإقامة حفل افتتاح الأتينيو».
انتقل بعدها الأتينيو إلى الرقم 27 من نفس الشارع، ثم انتقل إلى الرقم 33 في شارع كارّيتاس، ثم إلى ساحة أنخيل رقم 1، وبعدها إلى شارع مونتيرا رقم 32.
مع بداية القرن الحادي والعشرين، أصبح الأتينيو في رقم 21 من شارع برادو، في مبنى على الطراز الحداثي افتتحه كانوفاس ديل كاستيو عام 1884.
المبنى من تصميم المعماريين إنريكي فورت ولويس دي لاندتشو. أما الفنانون، فقد أضفى أرتورو ميليدا على المبنى محتوى فنياً من خلال لوحات قيمة ذات طابع الحداثة الانتقائية، مستوحاة من حركة الانفصال الفييني، في «قاعة الاحتفالات».
وخلال عامي 1890 و1891، قامت أليخاندرا جيسلر دي لاكروا، بواسطة ابن عمها كونت مورفي، بتزيين سقف القاعة المركزية الكبرى للأتينيو. هذا السقف الرائع الذي أنجز بدون أجر، يصور بلاغة الخطاب، التي تحت راية العلم الإسباني تحتضن السلام والفنون الجميلة.
الأتينيو يضم قاعتين للمعارض، حيث عرضت فيهما أعمال فنانون مثل لوسيو مونيوث، أنطوني تابيس، مانويل هيرنانديز مونبو، مانويلو مياريز، ومارتا كارديناس.
في عام 2019، قُدمت في الأتينيو أعمال الفنان دانييل غارباد، وكجزء من فعاليات مهرجان فوتوأسبانيا، استضاف المكان معرض "سوشيال سوبجيكتيفا" الذي تضمن أعمال أنتونيا كروز.
كما أقام أنطونيو لوبيث أول معرض فردي له في الأتينيو عام 1957.